# WPM Werkstoffprüfsysteme Leipzig
WPM Werkstoffprüfsysteme Leipzig GmbH ist ein Hersteller von Prüfmaschinen und Prüfmaschinenzubehör zur Prüfung und Messung der mechanischen Eigenschaften von Materialien und Bauteilen. Das Unternehmen hat seinen Sitz in Markkleeberg, einer Stadt unmittelbar südlich von Leipzig.

## Geschichte

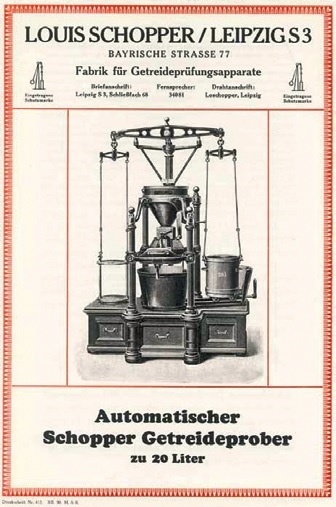
Prospektseite mit Getreideprober

Das Unternehmen wurde am 11. August 1881 von dem Mechaniker Louis Schopper als kleiner Handwerksbetrieb für die Herstellung von Waagen für die Textil-, Papier- und Getreide-Gewichtsbestimmung in Leipzig gegründet. 1890 wurde die erste Universalprüfmaschine zur Festigkeitsprüfung von Materialien entwickelt.
Als die industrielle Nachfrage nach Messmaschinen stieg, wuchs das Unternehmen entsprechend und beschäftigte 1918 mehr als 250 Personen. Da in der bisherigen Betriebsstätte in der Arndtstraße eine weitere Ausdehnung nicht möglich war, zog das Unternehmen in die Bayrische Straße 77 um (ab 1945 Arthur-Hoffmann-Straße).
Bis 1931 erreichte die Zahl der Beschäftigten 450. Das Arbeitsgebiet hatte sich erheblich erweitert und umfasste die Entwicklung und den Bau von Werkstoffprüfmaschinen und -geräten für die Untersuchung von Metallen, Gummi, Textilien, Papier und Getreide. Ein wesentlicher Teil der Fertigung entfiel auf Festigkeitsprüfer für Kräfte bis 10000 kg.
Während des Zweiten Weltkrieges wurde nahezu die Hälfte der Produktionsanlagen zerstört. Am 1. Februar 1947 ging das Unternehmen in das Eigentum der Sowjetunion über und gehörte bis August 1949 zur Verwaltung der Sowjetischen Aktiengesellschaft (SAG) „Pribor“. Infolge der Auflösung dieser Gesellschaft kam das Werk zur Verwaltung „Totschmasch“, wo es bis Ende 1949 verblieb. Vom 1. Januar 1950 an gehörte der Betrieb zur Verwaltung der SAG „Awtowelo“, bis er am 4. Juni 1952 in einen Volkseigenen Betrieb umgewandelt und in VEB Werkstoffprüfmaschinen Leipzig umbenannt wurde.
Durch den Export der Produkte in die Sowjetunion wuchs die Zahl der Mitarbeiter bis 1952 auf über 1000 an. Über 75 % des Produktionsvolumens entfiel auf Neuentwicklungen, z. B. Maschinen zur dynamischen Prüfung von Materialien. Außerdem wurde die Produktpalette um Härteprüfgeräte und Pendelschlagwerke erweitert. Die Zahl der Universalprüfmaschinen für Kräfte bis zu 1000 kN, die vor dem Zusammenbruch der Sowjetunion exportiert wurden, belief sich auf mehr als 8000 Exemplare, womit VEB Werkstoffprüfmaschinen Leipzig in dieser Zeit einer der größten Hersteller von Prüfmaschinen war. Mit Beginn der 1980er Jahre wurde das Lieferprogramm um die Produktlinie „Servohydraulische Prüftechnik“ für dynamische Untersuchungen und für Lebensdauertests erweitert.
Mit dem wirtschaftlichen Niedergang der RGW-Staaten gingen Umsatz und Mitarbeiterzahl stark zurück. 1990 wurde das Unternehmen – zuletzt Teil des Werkzeugmaschinenkombinats „Fritz Heckert“ – umstrukturiert und später in eine Kapitalgesellschaft umgewandelt sowie in „WPM Werkstoffprüfmaschinen Fertigungs GmbH & Co. KG Leipzig“ umbenannt. Im Jahr 2004 fusionierte das Unternehmen mit der TIRA Group und bildete die „TIRA WPM Leipzig GmbH“. 2006 trennten sich die beiden Unternehmen wieder und seitdem arbeitet das Unternehmen eigenständig unter dem Namen „WPM Werkstoffprüfsysteme Leipzig GmbH“.
2008 übernahm WPM Werkstoffprüfsysteme Leipzig GmbH die Produktpalette von EPL Egenolf Prüftechnik Leipzig, einem auf Automobiltechnik spezialisierten Prüfmaschinenhersteller.
Zurzeit hat die WPM Werkstoffprüfsysteme Leipzig GmbH etwa 20 Mitarbeiter und einen Jahresumsatz von etwa 2 Millionen Euro. Die Produkte werden in die ganze Welt verkauft.

## Produkte
- Universalprüfmaschinen
- Pendelschlagwerke[3]
- Federprüfmaschinen
- Dynamische Prüfmaschinen
- Materialstärke-Messgeräte („Automatik-Mikrometer“)
- Härteprüfgeräte
- Sonderprüfmaschinen[4]

## Anwendungsgebiete
- Zugprüfung
- Druckprüfung
- Ermüdungsversuche
- Biegefestigkeitsprüfung
- Schlagversuche
- Kerbschlagbiegeversuche nach Charpy und Izod